# Sin identidad (série télévisée)
Sin identidad (anciennement, Robada) est une série télévisée espagnole de drame et de thriller d'Antena 3, produite par Diagonal TV, dont la première a eu lieu le 13 mai 2014 et qui s'est terminée le 8 juillet 2015.

## Synopsis
Maria Fuentes, après s'être échappée d'une prison chinoise, espionnait sa prétendue famille à Madrid, lorsqu'elle découvre qu'elle a été une enfant achetée, ignorant sa véritable identité. Montrant son retour orchestré (feignant l'amnésie), elle saute 10 ans dans le futur pour montrer les fruits de sa vengeance tant attendue contre ses parents et son oncle, qu'elle accuse d'avoir essayé de se débarrasser d'elle lorsqu'elle a découvert qu'ils l'avaient achetée alors qu'elle n'était encore qu'un bébé.

## Distribution[3],[4]

### 1ère saison

#### Acteurs principaux
- Megan Montaner - María Fuentes Vergel/María Durque Expósito «Mercedes Dantés Petrova »
- Verónica Sánchez - Amparo Duque Expósito (Épisodes 2-9)
- Eloy Azorín - Pablo López Redondo
- Daniel Grao - Juan Prados Farrés
- Miguel Ángel Muñoz - Bruno Vergel Paso
- Tito Valverde - Enrique Vergel Artero
- Cristina de Inza - Eugenia Mesa †
- Jordi Rebellón - Francisco José Fuentes Celaya
- Lydia Bosch - Luissa Vergel Artero
- Antonio Hortelano - Francisco « Curro » González Torres (Épisodes 2-9)
- Luis Mottola - Claudio Baffi « Roberto » † (Épisodes 2-6)
- Joseba Apaolaza - Alfredo Palomar (Épisodes 2-6)
- Elvira Mínguez - Sor Antonia (Épisodes 1-6)

##### Collaboration spéciale de
- Amparo Valle - Micaela (Épisodes 1-6)
- Victoria Abril - Fernanda Duque Expósito † (Épisodes 2-7)

#### Acteurs récurrents
- Marisol Membrillo - Trinidad « Trini » (Épisodes 2, 5, 7, 8)
- Agnes Kiraly - Irina Petrova † (Épisodes 1-4)
- Luisimi Astorga - Carlos López Redondo
- Hamid Krim - Salim Ahmed
- Begoña Maestre - Lucía
- Javier Ballesteros - Jorge Vergel
- Teresa Arbolí - Manuela Carmen de Luna (Épisodes 1-2)
- Toni Martínez - Néstor
- Julio Vélez - Nico

### 2ème saison

#### Acteurs principaux
- Megan Montaner - María Fuentes Vergel/María Durque Expósito «Mercedes Dantés Petrova »
- Verónica Sánchez - Amparo Duque Expósito
- Eloy Azorín - Pablo López Redondo
- Daniel Grao - Juan Prados Farrés † (Épisodes 1-13)
- Miguel Ángel Muñoz - Bruno Vergel Paso † (Épisodes 1-13)
- Tito Valverde - Enrique Vergel Artero/Alberto Betancourt Piñero †
- Jordi Rebellón - Francisco José Fuentes Celaya † (Épisodes 1-6)
- Lydia Bosch - Luissa Vergel Artero
- Antonio Hortelano - Francisco « Curro » González Torres † (Épisodes 1, 4)
- Raúl Prieto - Álex Barral †
- Silvia Alonso - Helena López Prats (Épisodes 1-12)
- Andrea del Río - Eva (Épisodes 1-6)
- Àgata Roca - Blanca Marín † (Épisodes 1-6)
- Mateo Jalón - Enrique « Quique » Vergel Duque
- Sara Casasnovas - Marta Ibarguren «Mercedes Dantés Petrova » † (Épisodes 5, 11)
- Ariadna Polanco - María Fuentes Marín
- Luismi Astorga - Carlos López Redondo
- Diana Palazón - Belén (Épisodes 8-13)
- Jordi Díaz - Muñoz (Épisodes 7-14)
- Jarek Bielsky - Klaus Heffner (Épisodes 8-10)
- Bárbara Mestanza - Ana Rodríguez Perea (Épisodes 8-10)

##### Collaboration spéciale de
- Luis Fernando Alvés - Alberto (Épisode 1)
- Mar Regueras - Miriam Prats (Épisodes 1-11)
- Victoria Abril - Fernanda Duque Expósito † (Épisodes 2, 13)

#### Acteurs récurrents
- Marisol Membrillo - Trinidad « Trini » (Épisodes 2, 5)
- Irene Arcos - Conchi
- Isabel Ampudia - Carmen Perea Bermejo « Carmina Pérez Baselga » †
- Eugenio Barona - Javier Pérez Larena
- María Pau Pigem - Silvia Aguilar
- Agustín Ruiz - Tomás Retuerta
- Victoria dal Vera - Alicia
- Mario Plágaro - Joaquín « Ximo »
- Pepa Pedroche - Cayetana

## Épisodes et audience
| Saison | Épisode | Lancement    | Fin             | Audience moyenne | Audience moyenne |
| Saison | Épisode | Lancement    | Fin             | Spectateurs      | Quota            |
| ------ | ------- | ------------ | --------------- | ---------------- | ---------------- |
| 1      | 9       | 13 mai 2014  | 10 juillet 2014 | 3 598 000        | 20,1%            |
| 2      | 14      | 8 avril 2015 | 8 juillet 2015  | 2 499 000        | 14,5%            |
| Total  | 23      | 13 mai 2014  | 8 juillet 2015  | 3 048 500        | 17,3%            |

### Première saison (2004)
| N° (Série) | N° (Saison) | Titre (original)                      | Titre (traduction)                | Réalisation                        | Scénario                                                                | Date de diffusion | Audience    | Audience |
| N° (Série) | N° (Saison) | Titre (original)                      | Titre (traduction)                | Réalisation                        | Scénario                                                                | Date de diffusion | Spectateurs | Quota    |
| ---------- | ----------- | ------------------------------------- | --------------------------------- | ---------------------------------- | ----------------------------------------------------------------------- | ----------------- | ----------- | -------- |
| 1          | 1           | « Mitad y mitad »                     | « Moitié-moitié »                 | Joan Noguera                       | Sergi Belbel, Cristina Clemente et Jordi Vallejo                        | 13 mai 2014       | 4 931 000   | 25,7%    |
| 2          | 2           | « La solución a mis problemas »       | « La solution à mes problèmes »   | Joan Noguera et Kiko Ruiz Claverol | Sergi Belbel, Cristina Clemente et Jordi Vallejo                        | 20 mai 2014       | 3 948 000   | 21,4%    |
| 3          | 3           | « Una luz al final del túnel »        | « Une lumière au bout du tunnel » | Kiko Ruiz Claverol                 | Sergi Belbel, Cristina Clemente, Jordi Vallejo et Gisela Pou            | 27 mai 2014       | 3 494 000   | 18,5%    |
| 4          | 4           | « El enemigo en casa »                | « L'ennemi intérieur »            | Jorge Torregrossa                  | Sergi Belbel, Cristina Clemente, Jordi Vallejo et Gisela Pou            | 3 juin 2014       | 3 553 000   | 19,3%    |
| 5          | 5           | « Mi otra vida »                      | « Mon autre vie »                 | Jorge Torregrossa                  | Sergi Belbel, Cristina Clemente, Jordi Vallejo et Gisela Pou            | 10 juin 2014      | 3 591 000   | 19,9%    |
| 6          | 6           | « La sombra del diablo »              | « L'ombre du diable »             | Kiko Ruiz Claverol                 | Manuel Ríos San Martín, Mónica Martín-Grande et Cristina Clemente       | 17 juin 2014      | 3 555 000   | 20,7%    |
| 7          | 7           | « Excusatio non petita »              |                                   | Kiko Ruiz Claverol                 | Manuel Ríos San Martín, Mónica Martín-Grande et Cristina Clemente       | 24 juin 2014      | 3 144 000   | 17,1%    |
| 8          | 8           | « Alfiles y peones sin reina »        | « Fous et pions sans reine »      | Joan Noguera                       | Manuel Ríos San Martín, Mónica Martín-Grande et Cristina Clemente       | 3 juillet 2014    | 3 272 000   | 19,8%    |
| 9          | 9           | « Mañana cuando la verganza empiece » | « Demain, la vengeance commence » | Joan Noguera                       | Manuel Ríos San Martín, Ramón Tarrés, Sergi Belbel et Cristina Clemente | 10 juillet 2014   | 2 893 000   | 18,8%    |

### Deuxième saison (2015)
| N° (Série) | N° (Saison) | Titre (original)                                  | Titre (traduction)                                 | Réalisation                        | Scénario                                       | Date de diffusion | Audience    | Audience |
| N° (Série) | N° (Saison) | Titre (original)                                  | Titre (traduction)                                 | Réalisation                        | Scénario                                       | Date de diffusion | Spectateurs | Quota    |
| ---------- | ----------- | ------------------------------------------------- | -------------------------------------------------- | ---------------------------------- | ---------------------------------------------- | ----------------- | ----------- | -------- |
| 10         | 1           | « He vuelto para vengarme »                       | « Je suis revenu pour me venger »                  | Joan Noguera                       | Manuel Ríos San Martín                         | 8 avril 2015      | 3 322 000   | 18,8%    |
| 11         | 2           | « La venganza desde dentro »                      | « La vengeance de l'intérieur »                    | Kiko Ruiz Claverol                 | Mónica Martín-Grande et Ramón Tarrés           | 15 avril 2015     | 2 970 000   | 16,7%    |
| 12         | 3           | « Me da miedo dormir »                            | « J'ai peur de dormir »                            | Jorge Torregrossa                  | Manuel Ríos San Martín et Ramón Tarrés         | 22 avril 2015     | 2 896 000   | 15,9%    |
| 13         | 4           | « Que no encuentren a Mercedes Dantés »           | « Ne les laissez pas trouver Mercedes Dantés »     | Gracia Querejeta                   | Manuel Ríos San Martín et Ramón Tarrés         | 29 avril 2015     | 2 619 000   | 14,1%    |
| 14         | 5           | « Gánate su confianza »                           | « Gagner leur confiance »                          | Joan Noguera                       | Manuel Ríos San Martín et Tatiana Rodríguez    | 6 mai 2015        | 2 495 000   | 13,7%    |
| 15         | 6           | « Yo participé en el asesinato de María Fuentes » | « J'ai participé à l'assassinat de María Fuentes » | Kiko Ruiz Claverol                 | Manuel Ríos San Martín et Mónica Martín-Grande | 13 mai 2015       | 2 474 000   | 14,1%    |
| 16         | 7           | « Enrique, voy a por ti »                         | « Enrique, je viens pour toi »                     | Jorge Torregrossa                  | Manuel Ríos San Martín et Ramón Tarrés         | 20 mai 2015       | 2 444 000   | 13,7%    |
| 17         | 8           | « Soy feliz »                                     | « Je suis heureux »                                | Gracia Querejeta                   | Manuel Ríos San Martín et Tatiana Rodríguez    | 27 mai 2015       | 2 280 000   | 13,3%    |
| 18         | 9           | « La verdad sobre Heffner »                       | « La vérité sur Heffner »                          | Joan Noguera                       | Manuel Ríos San Martín et Mónica Martín-Grande | 3 juin 2015       | 2 174 000   | 12,6%    |
| 19         | 10          | « El Congreso es un fraude »                      | « Le Congrès est une imposture »                   | Kiko Ruiz Claverol                 | Manuel Ríos San Martín et Ramón Tarrés         | 10 juin 2015      | 2 253 000   | 12,5%    |
| 20         | 11          | « Yo sé quién es Mercedes Dantés »                | « Je sais qui est Mercedes Dantés »                | Iñaki Peñafiel                     | Manuel Ríos San Martín et Mónica Martín-Grande | 17 juin 2015      | 2 182 000   | 12,0%    |
| 21         | 12          | « Del amor al odio »                              | « De l'amour à la haine »                          | Joan Noguera                       | Manuel Ríos San Martín et Tatiana Rodríguez    | 24 juin 2015      | 2 126 000   | 13,0%    |
| 22         | 13          | « En tres días terminará todo »                   | « Dans trois jours, tout sera terminé »            | Kiko Ruiz Claverol                 | Manuel Ríos San Martín et Ramón Tarrés         | 1er juillet 2015  | 2 316 000   | 15,4%    |
| 23         | 14          | « Solo puede quedar uno »                         | « Il ne peut y avoir qu'un seul »                  | Joan Noguera et Kiko Ruiz Claverol | Manuel Ríos San Martín et Mónica Martín-Grande | 8 juillet 2015    | 2 439 000   | 17,8%    |

## Prix et nominations

### Prix Iris (Espagne)
| Année | Catégorie                       | Lauréat(e)     | Résultat |
| ----- | ------------------------------- | -------------- | -------- |
| 2014  | Meilleure actrice de télévision | Victoria Abril | Nommée   |

### Prix de l'Unión de Actores y Actrices
| Année | Catégorie                                                | Lauréat(e)       | Résultat |
| ----- | -------------------------------------------------------- | ---------------- | -------- |
| 2015  | Meilleure actrice dans un rôle principal à la télévision | Megan Montaner   | Nommée   |
| 2015  | Meilleure acteur dans un rôle principal à la télévision  | Eloy Azorín      | Nommé    |
| 2015  | Meilleur second rôle féminin à la télévision             | Victoria Abril   | Gagnante |
| 2015  | Meilleur second rôle féminin à la télévision             | Verónica Sánchez | Nommée   |
| 2015  | Meilleure acteur dans un rôle secondaire à la télévision | Elvira Mínguez   | Gagnante |

### Prix Eñe
| Année | Catégorie                                                | Lauréat(e)                                 | Résultat    |
| ----- | -------------------------------------------------------- | ------------------------------------------ | ----------- |
| 2014  | Meilleure série télévisée de fiction                     | Meilleure série télévisée de fiction       | Nominations |
| 2014  | Meilleure réalisation pour une fiction télévisée         | Joan Noguera                               | Nominations |
| 2014  | Mejor interpretación femenina protagonista de televisión | Megan Montaner                             | Nominations |
| 2014  | Mejor interpretación masculina secundaria de televisión  | Eloy Azorín                                | Nominations |
| 2014  | Meilleure actrice dans un second rôle à la télévision    | Verónica Sánchez                           | Nominations |
| 2015  | Meilleur premier rôle féminin à la télévision            | Megan Montaner                             | Gagnante    |
| 2015  | Mejor interpretación masculina secundaria de televisión  | Eloy Azorín                                | Nommé       |
| 2015  | Mejor interpretación masculina secundaria de televisión  | Tito Valverde                              | Gagnant     |
| 2015  | Mejor interpretación femenina secundaria de televisión   | Lydia Bosch                                | Nommée      |
| 2015  | Mejor interpretación femenina secundaria de televisión   | Verónica Sánchez                           | Nommée      |
| 2015  | Meilleur casting ou meilleure distribution               | Meilleur casting ou meilleure distribution | Gagnante    |

### Prix Neox Fan Award
| Année | Catégorie                                | Lauréat(e)                    | Résultat   |
| ----- | ---------------------------------------- | ----------------------------- | ---------- |
| 2014  | Meilleure série                          | Meilleure série               | Nomination |
| 2014  | Meilleure actrice dans un rôle principal | Megan Montaner                | Nomination |
| 2014  | Meilleure actrice dans un rôle principal | Verónica Sánchez              | Nomination |
| 2014  | Meilleure acteur dans un rôle principal  | Daniel Grao                   | Nomination |
| 2014  | Meilleure acteur dans un rôle principal  | Miguel Ángel Muñoz            | Nomination |
| 2014  | Meilleur baiser                          | Megan Montaner et Daniel Grao | Nomination |

## Diffusion à l'étranger
Reporté sur les chaînes n'émettant pas en espagnol jusqu'à ce qu'il soit adapté à leur langue, à l'exception de Canale 5 qui a été adapté à l'italien.
- Italie : Canale 5
- États-Unis : Telemundo (en espagnol)
- Chili : TNV/Chilevisión
- Mexique : TV Azteca (précédemment) / Cadenatres
- République dominicaine : Telesistema 11
- Venezuela : Televen
- Colombie : Caracol Televisión
- Canada : Radio Canada
- Salvador : Telecorporación Salvadoreña
- Honduras : VTV
- Pérou : ATV
- Argentine : Televisión Pública / Telefe / América TV
- Brésil : Rede Globo
- Paraguay : SNT / Red Guaraní
- Antena 3 Internacional / Atreseries Internacional
- Espagne : Antena 3 / Nova
- Pologne : TVP1
- Portugal : SIC RADICAL